# Чагаське сільське поселення
Чага́ське сільське поселення (рос. Чагасьское сельское поселение) — муніципальне утворення у складі Канаського району Чувашії, Росія. Адміністративний центр — присілок Чагасі.

## Населення
Населення — 1903 особи (2019, 2164 у 2010, 2227 у 2002).

## Склад
До складу поселення входять такі населені пункти:
| Населений пункт         | Населення, осіб (2002) | Населення, осіб (2010) |
| ----------------------- | ---------------------- | ---------------------- |
| Верхня Яндоба, присілок | 531                    | 535                    |
| Кармамеї, виселок       | 138                    | 138                    |
| Кібечі, виселок         | 37                     | 36                     |
| Мокри, присілок         | 574                    | 512                    |
| Мокри, селище           | 2                      | 0                      |
| Нові Мамеї, виселок     | 179                    | 188                    |
| Чагасі, присілок        | 766                    | 755                    |